# Concepción (Vulkan)

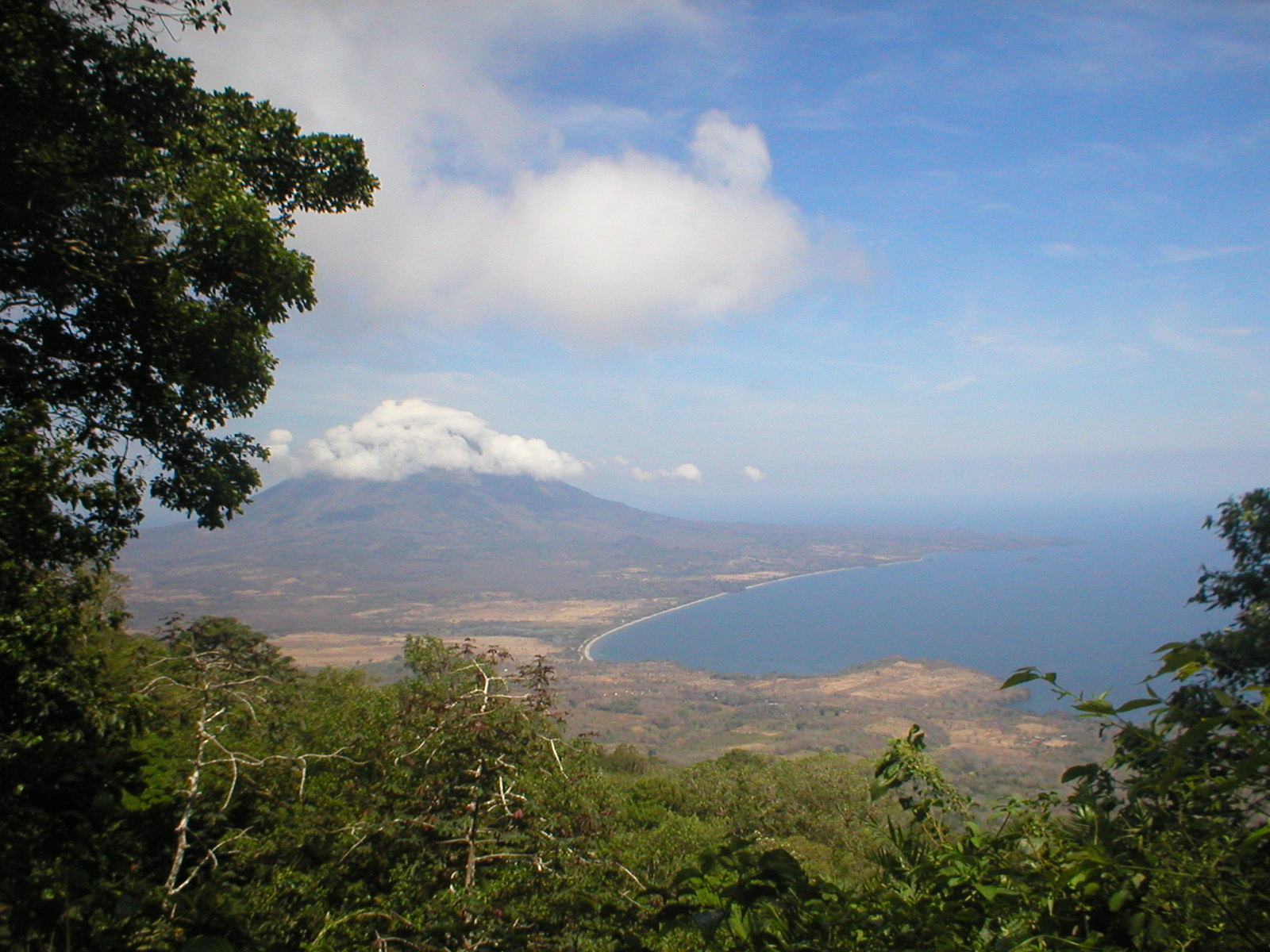
Concepción

Der Concepción ist ein Stratovulkan in Nicaragua. Zusammen mit dem Nachbarvulkan Maderas bildet er die Insel Isla de Ometepe im Nicaraguasee. Der letzte Ausbruch datiert auf das Jahr 2010. Durch zahlreiche Ausbrüche in der zweiten Hälfte des 20. Jahrhunderts ist die Höhe deutlich über die in den meisten Aufzeichnungen angegebene Höhe angewachsen.

## Zwischenfälle
- Am 23. Januar 1957 kam es zum Absturz einer Douglas DC-3/R4D-5 der Lineas Aereas de Nicaragua (LANICA) (Luftfahrzeugkennzeichen AN-AEC) am Vulkan Concepción auf der Insel Ometepe. Da die Maschine völlig zerstört wurde, konnte nur vermutet werden, dass irgendein technischer Defekt zum Kontrollverlust und Absturz führte. Alle 16 Insassen, drei Besatzungsmitglieder und 13 Passagiere, kamen ums Leben.[1]